# Risum teneatis, amici?
Risum teneatis, amici? è un'espressione di Orazio, tratta dall' Ars Poetica (o Epistola ai Pisoni), citata con riferimento a immagini o situazioni di fronte alle quali risulta impossibile trattenere le risate.
Accingendosi a descrivere i principi del decoro estetico, il poeta immagina una figura mostruosa, concludendo: «Se foste ammessi a vedere un tale obbrobrio, o amici, potreste trattenervi dal ridere?»
iungere si velit et varias inducere plumas

undique collatis membris, ut turpiter atrum

desinat in piscem mulier formosa superne,

spectatum admissi, risum teneatis, amici?»
volesse unire un collo di cavallo,

e su membra prese alla rinfusa

applicare penne di vario colore,

in modo che la bella donna di sopra

finisca orrendamente in una nera coda di pesce,

invitati a vedere riuscireste a non ridere, amici?»
(Orazio, Epistola ai Pisoni, vv. 1-5)

Espressioni equivalenti nell'italiano comune sono, ad esempio: «Ma vogliamo scherzare?», «Ma non mi faccia ridere!», e simili. Ma l'espressione è spesso usata, a livello colto, come commento fra le righe, sottilmente ammiccante e più o meno garbato, di fronte a circostanza comica o ridicola. Con questa funzione la frase dispone, anche in ambiti culturali non classicisti, di una lunga tradizione letteraria e iconografica. Si veda questo bell'esempio di Luigi Russo, in una recensione al romanzo di Pier Maria Pasinetti, Rosso veneziano:
(Luigi Russo, sulla rivista letteraria Belfagor, settembre 1959)

## Galleria d'immagini

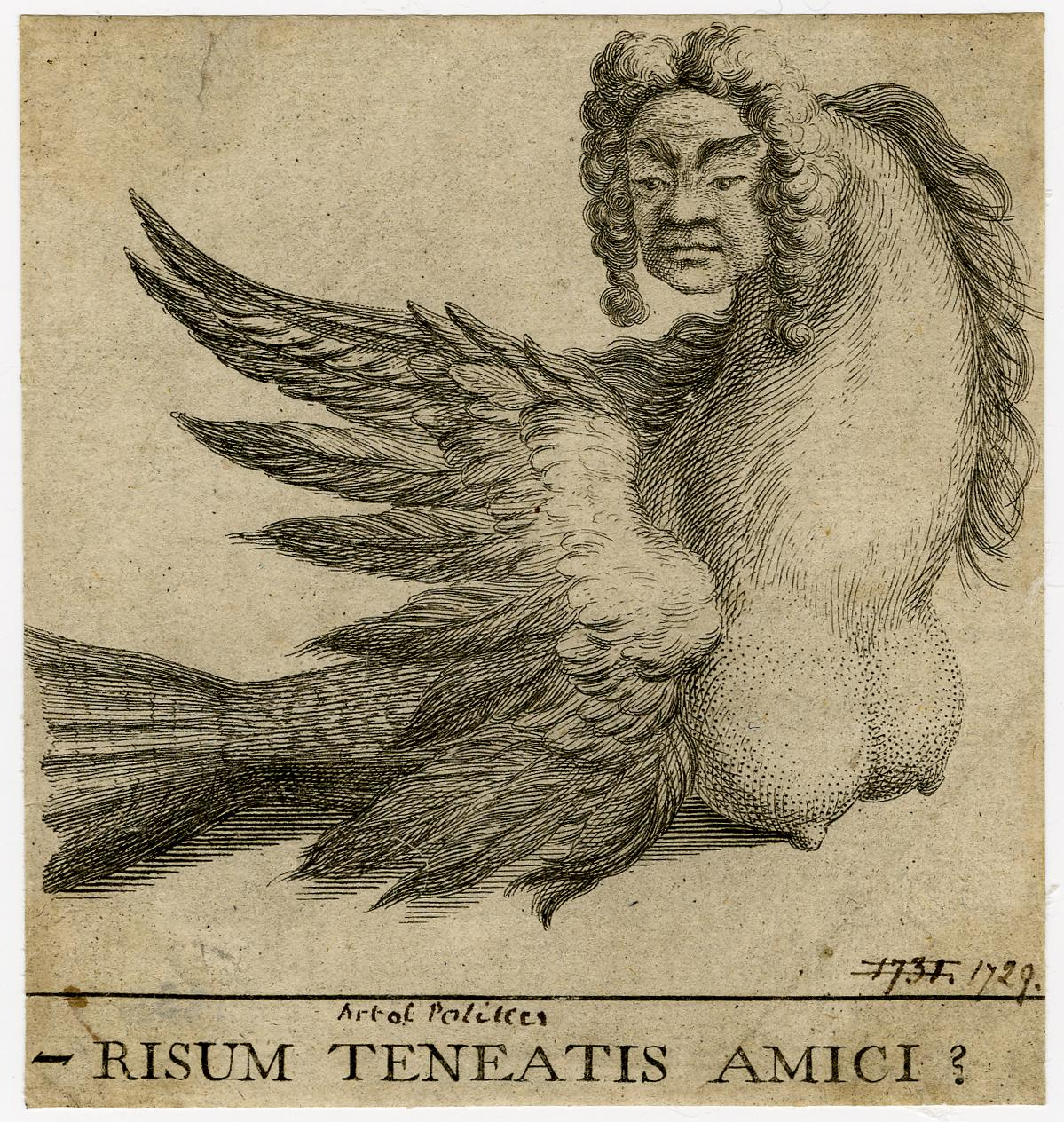
Frontespizio satirico  dell'Arte della Politica, 1729
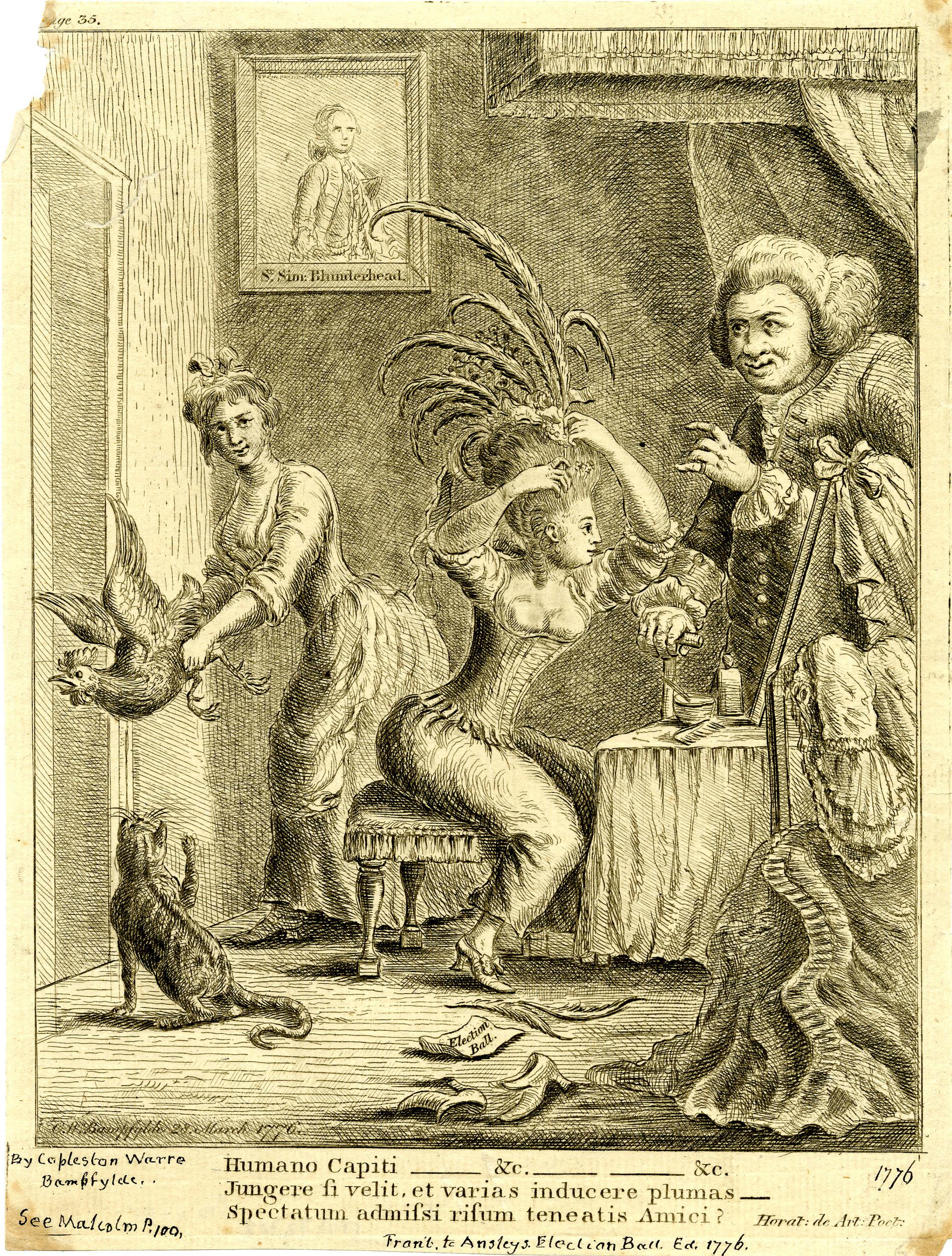
Stampa satirica (1776): donna che si decora i capelli con lunghe piume di gallo
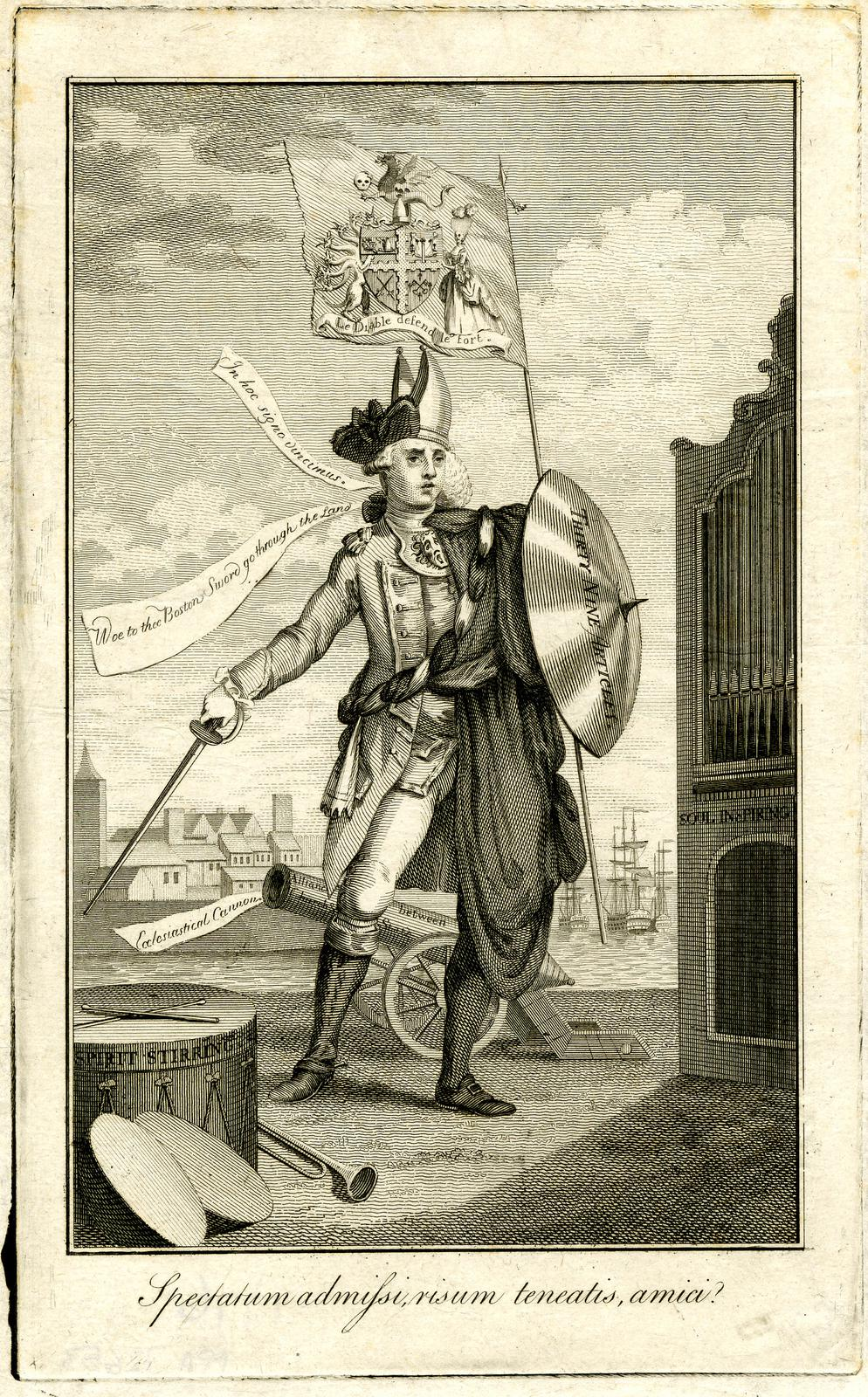
Stampa satirica (1776): uomo vestito metà da ufficiale, metà da vescovo, nel contesto dell'opposizione all'episcopato nelle colonie inglesi
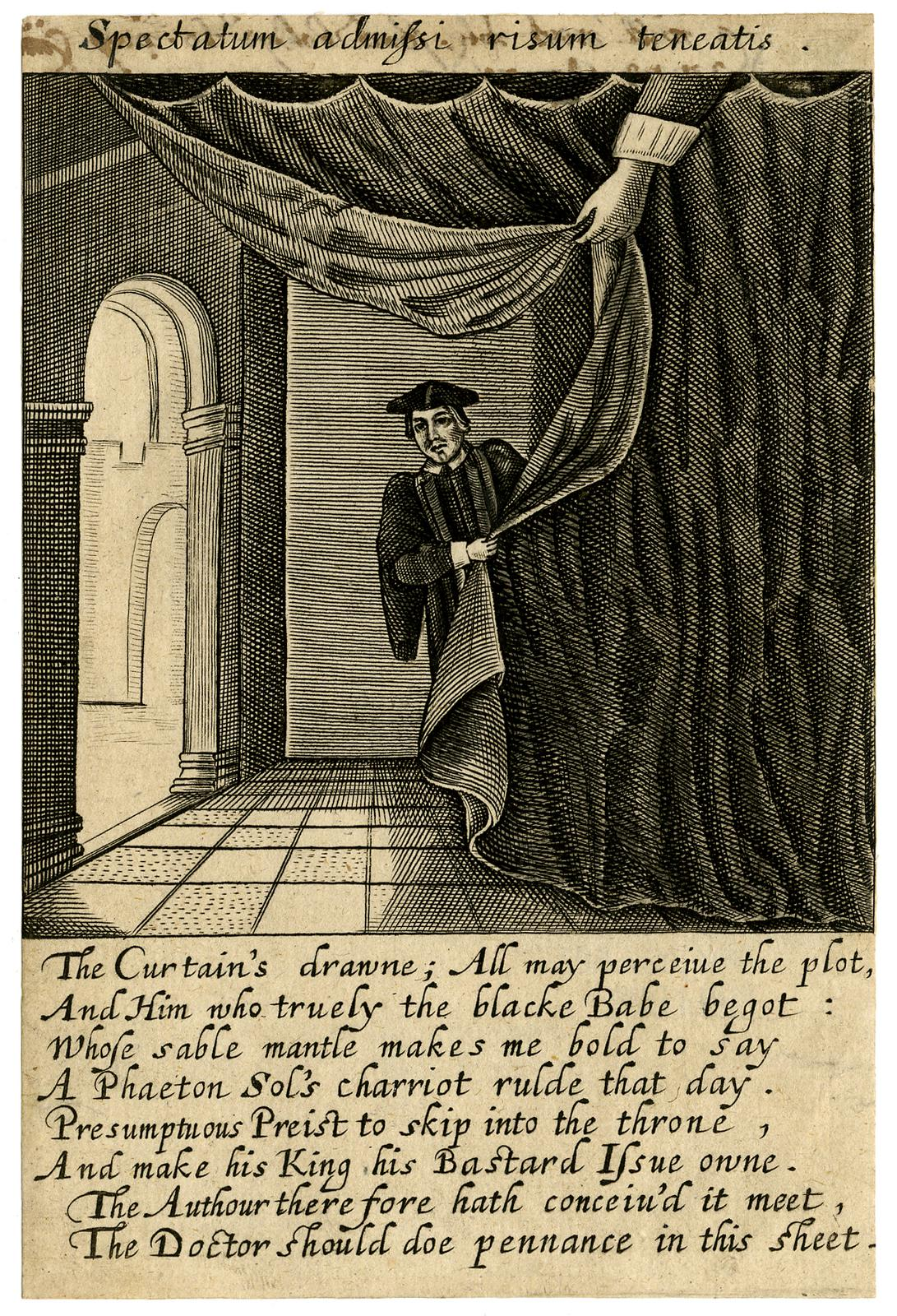
Illustrazione satirica (Londra, 1649) su Carlo I d'Inghilterra
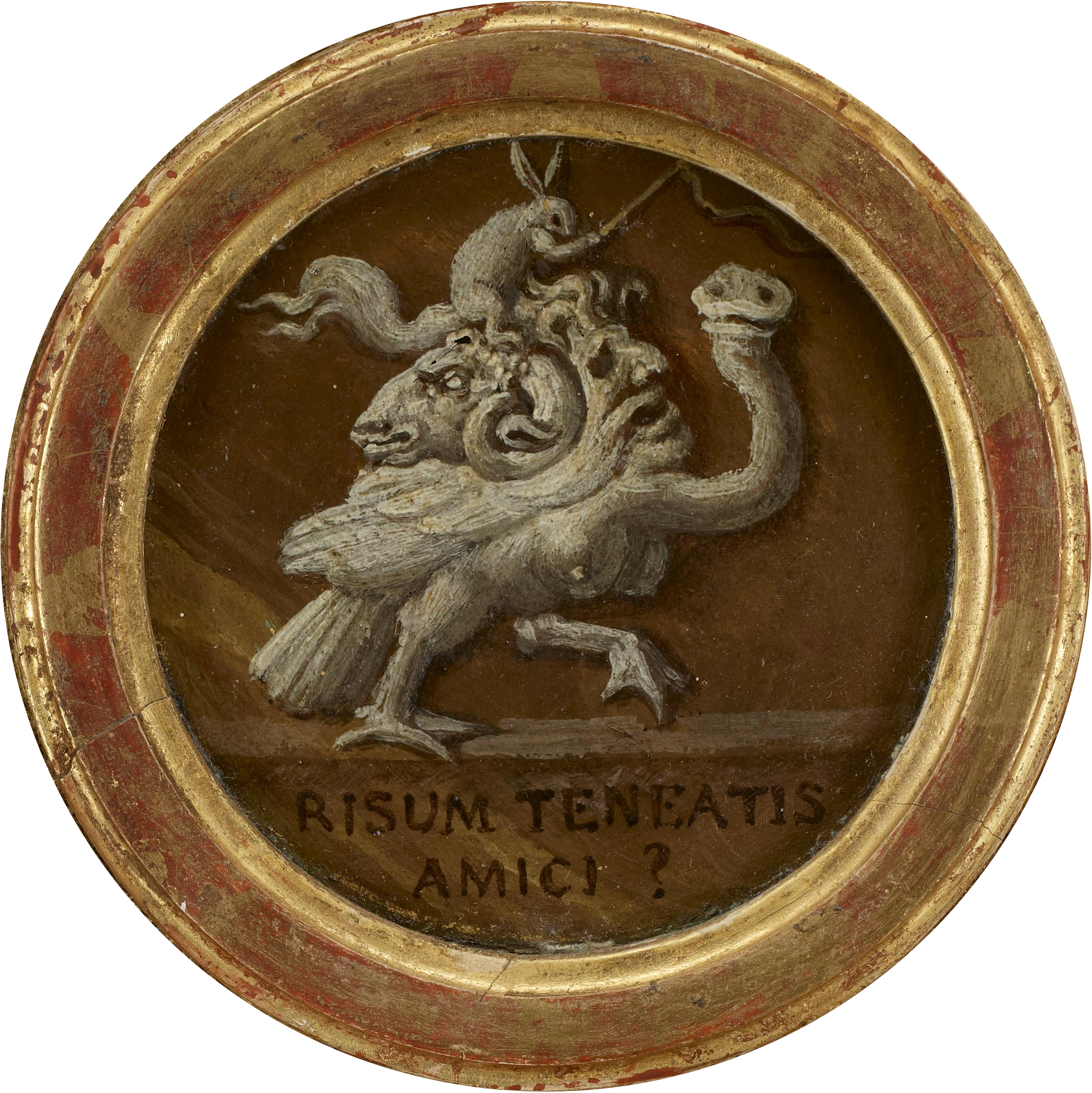
Una bizzarra creatura di fantasia (miniatura su cornice di un quadro di Anne-Louis Girodet de Roussy-Trioson, 1799)